# Arnaud d'Aux
Arnaud d'Aux (La Romieu, 1260/1270 – Avignone, 14 agosto 1320) è stato un cardinale e vescovo cattolico francese.

## Biografia
Di nobile famiglia, studiò inizialmente diritto all'Università di Orléans, quindi a Bologna, dove divenne intimo amico di Bertrand de Got (il futuro papa Clemente V), con il quale era anche imparentato.
A seguito della morte dei suoi genitori, nel 1291, prese l'abito ecclesiastico e fece una rapida carriera, fino a divenire vicario generale di Bordeaux, dove il suo parente, Bertrand de Got, era vescovo. Era presente a Lione, nel 1305, il giorno della consacrazione di costui come nuovo papa.
Il 4 novembre 1306 venne eletto vescovo di Poitiers, posto che occupò fino alla sua promozione al cardinalato, e in tale veste presiedette al sinodo diocesano nel 1310. Già in precedenza era stato incaricato dal papa di una missione diplomatica presso il re di Francia Filippo IV il Bello, mentre nel 1312 accompagnò il nunzio cardinale Arnaud Nouvel in Inghilterra.
Venne creato cardinale vescovo di Albano nel concistoro del 23 dicembre 1312, e l'anno seguente divenne camerlengo di Santa Romana Chiesa (si dimise pochi mesi prima della sua morte). Partecipò al conclave del 1314-1316 dal quale uscì papa Giovanni XXII.
È sepolto nella cappella da lui fondata nella chiesa di Saint-Pierre de la Romieu.

## Genealogia episcopale e successione apostolica
La genealogia episcopale è:
- Cardinale Leonardo Patrasso, O.F.M.
- Cardinale Arnaud d'Aux

La successione apostolica è:
- Vescovo Fort d'Aux (1316)
- Arcivescovo Guillaume Adam, O.P. (1318)
- Vescovo Barthelemy Dupuy (1318)
- Arcivescovo Gasbert de Valle (1319)